# Lista de bairros de Rondonópolis
Esta é uma lista dos bairros da cidade de Rondonópolis. Com base nos dados do Censo IBGE de 2010, a cidade possui, segundo estimativas, 215.320 habitantes, que estão espalhados em uma área de 4.165.232km², resultando em uma densidade de 47,7 hab/km².

## Lista de bairros
| Bairro                              | População |
| ----------------------------------- | --------- |
| Centro-a                            | 5 613     |
| Parque sagrada família              | 5 314     |
| Jd. Liberdade 1ª parte              | 4 532     |
| Vila Aurora 1ª parte                | 4 455     |
| Parque Residencial Universitário    | 4 189     |
| Conjunto Hab. Cidade de Deus        | 3 658     |
| Vila Operária                       | 3 210     |
| Vila Olinda                         | 3 189     |
| Loteamento Pedra Noventa            | 2 834     |
| Jardim Belo Horizonte               | 2 796     |
| Jardim Atlântico                    | 2 757     |
| Jardim Iguassu Primeira Parte       | 2 562     |
| Loteamento Monte Líbano             | 2 417     |
| Jardim Primavera Segunda Parte      | 2 347     |
| Núcleo Hab. Marechal Rondon         | 2 166     |
| Jardim Iguassu Segunda Parte        | 2 152     |
| Vila Aurora Segunda Parte           | 2 080     |
| Parque São Jorge                    | 1 981     |
| Parque Residencial Cidade Alta      | 1 920     |
| Jardim Europa                       | 1 793     |
| Jardim Ana Carla                    | 1 769     |
| Cidade Salmen                       | 1 745     |
| Loteamento Carlos Bezerra           | 1 679     |
| Vila Cardoso                        | 1 650     |
| Centro - B                          | 1 565     |
| Jardim Hd                           | 1 548     |
| Jardim Irapua                       | 1 514     |
| Jardim Tancredo Neves               | 1 483     |
| Residencial Sítio Farias            | 1 470     |
| Jardim Sumaré                       | 1 468     |
| Residencial Vila Mineira            | 1 458     |
| Núcleo Hab. São José Dois           | 1 389     |
| Loteamento Parque das Rosas         | 1 385     |
| Coophalis                           | 1 381     |
| Santa Cruz                          | 1 374     |
| Jardim Pindorama 2a Parte           | 1 372     |
| Núcleo Hab. São José Um             | 1 364     |
| Jardim Serra Dourada 1ª Parte       | 1 332     |
| Núcleo Habitacional Participação    | 1 320     |
| Jardim Santa Luz d'a'yara           | 1 304     |
| Loteamento Cellos                   | 1 283     |
| Jardim das Hortências               | 1 257     |
| Jardim Ipanema                      | 1 240     |
| Jardim Riviera                      | 1 239     |
| Jardim Rui Barbosa                  | 1 228     |
| Loteamento Zé Sobrinho              | 1 227     |
| Vila São Sebastião Um               | 1 211     |
| Residencial Margaridas              | 1 194     |
| Jardim Rondônia                     | 1 194     |
| Loteamento Quiteria Teruel lopes    | 1 191     |
| Vila São Paulo                      | 1 153     |
| Jardim Paulista                     | 1 149     |
| Jardim Primavera Primeira Parte     | 1 137     |
| Vila Itamaraty                      | 1 128     |
| Vila Mariana                        | 1 119     |
| Vila Poroxo                         | 1 101     |
| Jardim Maria Tereza                 | 1 095     |
| Jardim Nilmara                      | 1 091     |
| Jardim das Flores                   | 1 075     |
| Jardim Santa Clara                  | 1 067     |
| Vila Birigui                        | 1 049     |
| Vila Goulart                        | 1 043     |
| Jardim dos Pioneiros                | 1 016     |
| Vila Ipiranga                       | 1 009     |
| Vila Mamed                          | 972       |
| Vila Adriana                        | 955       |
| Vila São Sebastião Dois             | 940       |
| Conjunto Hab. Lucia Maggi           | 933       |
| Jardim Morumbi                      | 887       |
| Núcleo Hab. São José Três           | 874       |
| Vila Iracy                          | 865       |
| Loteamento N. Senhora de Carmo      | 860       |
| Vila União                          | 843       |
| Vila Rica                           | 835       |
| Jardim das Paineiras                | 822       |
| Vila Amizade                        | 817       |
| Cidade Natal                        | 814       |
| Jardim Lourdes                      | 801       |
| Vila Esperança                      | 800       |
| Jardim Residencial São José         | 786       |
| Parque Real                         | 778       |
| Jardim Brasília                     | 774       |
| Jardim Guanabara                    | 773       |
| Vila São José                       | 762       |
| Jardim Eldorado                     | 756       |
| Jardim Tropical                     | 756       |
| Jardim Padre Rodolfo Lunkenbei      | 746       |
| Loteamento Alves                    | 742       |
| Jardim São Bento                    | 737       |
| Jardim Gramado                      | 735       |
| Parque Residencial Buriti           | 732       |
| Loteamento N. Senhora Aparecida     | 724       |
| Jardim Oliveira                     | 724       |
| Vila Castelo                        | 712       |
| Vila Planalto                       | 709       |
| Loteamento Padre Ezequiel Ramim     | 692       |
| Jardim Três Poderes                 | 691       |
| Jardim Dinalva Muniz                | 686       |
| Parque Residencial Nova Era         | 686       |
| Projeto João de Barro               | 669       |
| Parque Residencial Oasis            | 648       |
| Jardim Reis                         | 644       |
| Vila Olga Maria                     | 633       |
| Vila Santo Antonio                  | 628       |
| Jardim Dom Oscar Romero             | 619       |
| Loteamento Carlos Bezerra Ii        | 615       |
| Jardim Pindorama 1a Parte           | 607       |
| La Salle Ag-32                      | 585       |
| Jardim Bela Vista                   | 574       |
| Jardim Mato Grosso                  | 573       |
| Núcleo Hab. Rio Vermelho            | 570       |
| Jardim Taiti                        | 567       |
| Jardim Progresso                    | 559       |
| Jardim Nossa Senhora de Gloria      | 557       |
| Loteamento Santa Laura              | 551       |
| Jardim Ipiranga Três                | 509       |
| Jardim Santa Marta                  | 507       |
| Jardim Brasília Segunda Parte       | 502       |
| Lot. Padre João Bosco Burnier       | 502       |
| Residencial Bela Vista              | 493       |
| Jardim Gramado Dois                 | 492       |
| Jardim Brasil                       | 491       |
| Vila Carvalho                       | 475       |
| Jardim Marialva                     | 471       |
| Vila Santa Maria                    | 467       |
| Parque Residencial Cidade Alta II   | 463       |
| Vila Aurora Terceira Parte          | 457       |
| Loteamento Jambalaia Primeira Parte | 446       |
| Jardim Urupes                       | 428       |
| Jardim Mirrasol                     | 418       |
| Jardim Maracanã                     | 410       |
| Setor Residencial Boa Vista         | 409       |
| Vila Boa Esperança                  | 404       |
| Chácaras Globo Recreio II           | 400       |
| Jardim Assunção                     | 400       |
| Vila Salmen I                       | 398       |
| Vila Santa Luzia                    | 395       |
| Jardim Dom Bosco                    | 394       |
| Vila Marinapolis                    | 386       |
| Jardim Santa Fé                     | 385       |
| Jardim Ipe                          | 375       |
| Jardim Vera Cruz                    | 372       |
| Jardim Morada dos Bandeirantes      | 371       |
| Jardim Eldorado Segunda Parte       | 369       |
| Vila Estrela Dalva                  | 364       |
| Jardim Assunção Segunda Parte       | 357       |
| Jardim Belo Panorama                | 354       |
| Residencial Paraíso                 | 348       |
| Jardim Copacabana                   | 333       |
| Vila Clarion                        | 331       |
| Vila Santa Catarina                 | 326       |
| Vila Canaã                          | 324       |
| Jardim de Sol                       | 313       |
| Jardim Modelo                       | 296       |
| Loteamento Jacob                    | 274       |
| Vila Valéria                        | 261       |
| Prolongamento                       | 260       |
| Vila Salmen II                      | 260       |
| Vila Goulart Parte II               | 257       |
| Vila Mariley                        | 251       |
| Vila Dom Pedro                      | 248       |
| Jardim Maria Vetorasso              | 242       |
| Loteamento Esplanada                | 232       |
| Jardim Mato Grosso Prolongamento    | 230       |
| Vila São Pedro                      | 229       |
| Jardim Kenia                        | 218       |
| Jardim Liberdade II Parte           | 218       |
| Vila Duarte                         | 205       |
| Jardim Marajó                       | 205       |
| Chácaras Nossa Senhora de Guia      | 199       |
| Jardim Santa Clara 2a Parte         | 194       |
| Jardim Residencial Lajeadinho       | 192       |
| Jardim Glória                       | 188       |
| Jardim Serra Dourada Parte II       | 187       |
| Chácaras Paraíso                    | 179       |
| Setor Residencial Granville I       | 171       |
| Vila Rosaly                         | 170       |
| Vila Maria                          | 169       |
| Jardim Ipe Prolongamento            | 168       |
| Vila Baixa                          | 164       |
| Jardim Oliveira Segunda Parte       | 162       |
| Jardim Esmeralda                    | 158       |
| Jardim Ebenezer                     | 155       |
| Chácaras Pica-pau                   | 150       |
| Vila Portal das águas               | 150       |
| Jardim São Francisco                | 146       |
| Vila Goulart 3 Parte                | 144       |
| Vila Florisbela                     | 134       |
| Jardim Beira Rio                    | 129       |
| Jardim Guanabara Segunda Parte      | 128       |
| Loteamento Kennedy                  | 125       |
| Gleba Dom Bosco                     | 122       |
| Vila Duste Vilalba                  | 121       |
| Jardim Dom Bosco Prolongamento      | 111       |
| Chácaras Rio Vermelho               | 105       |
| Jardim Santa Bárbara                | 103       |
| Chácaras Res. Parque das Nações     | 102       |
| Loteamento Santos Dumont            | 101       |
| Jardim Village de Cerrado           | 96        |
| Jardim Novo Horizonte               | 86        |
| Jardim América                      | 83        |
| Vila Salmem Segunda Parte           | 79        |
| Distrito Industrial Rondonópolis    | 77        |
| Vila Bom Pastor                     | 76        |
| Chácaras Adriana Quito              | 73        |
| Recanto Maria Flávia                | 73        |
| Vila Nova - A                       | 67        |
| Chácara Estrela Dalva               | 67        |
| Chácaras Alegria                    | 65        |
| Núcleo Habitacional Verde Teto      | 64        |
| Sítio Farias                        | 63        |
| Vila Kamal Jumblat                  | 63        |
| Jardim de Mata                      | 63        |
| Loteamento Olivina                  | 62        |
| Loteamento Valencia Cristina        | 54        |
| Loteamento Santa Esther             | 51        |
| Chácaras Beija-flor                 | 49        |
| Vila Santa Catarina Parte II        | 42        |
| Vila Andreia                        | 38        |
| Jardim Urupes - A                   | 36        |
| Chácaras Beira Rio                  | 35        |
| Sítio de Recreio São Rosalvo        | 26        |
| João Dom Bosco Segunda Parte        | 22        |
| Vila Verde                          | 20        |
| Sítio de Recreio Elierica           | 15        |
| Loteamento André Maggi              | 14        |
| Jardim Santa Rosa                   | 13        |
| La Salle Ag-31                      | 13        |
| Jardim Sunflower                    | 10        |
| Parque Ind. Vetorasso               | 7         |